# San Hipólito Xochiltenango
San Hipólito Xochiltenango är en ort i Mexiko.   Den ligger i kommunen Tepeaca och delstaten Puebla, i den sydöstra delen av landet, 140 km öster om huvudstaden Mexico City. San Hipólito Xochiltenango ligger 2 168 meter över havet och antalet invånare är 8 337.
Terrängen runt San Hipólito Xochiltenango är platt österut, men västerut är den kuperad. Runt San Hipólito Xochiltenango är det ganska tätbefolkat, med 65 invånare per kvadratkilometer. Närmaste större samhälle är Tecamachalco, 16,0 km öster om San Hipólito Xochiltenango. Trakten runt San Hipólito Xochiltenango består till största delen av jordbruksmark.